# 海水吸入症候群
海水吸入症候群（英語：或）是一種潛水時吸入少量海水引起的症候群。被吸入的海水刺激肺部，甚至引發炎症；海水也可能和人體血液之間形成水勢，造成肺水腫等症狀。和溺水或近淹溺的情況不同，海水吸入症候群並非由吸入大量水引起的症候群，而是通常因潛水設備故障或呼吸技巧不正確，導致細小的海水滴進入下呼吸道而引發。
發病初期，病人會咳嗽，繼而出現呼吸困難、胸部不適或疼痛、發抖、發燒等全身性症狀。海水吸入症候群的病徵和病毒感染相似，但症狀通常會在幾個小時內好轉，對於接受氧氣療法的患者來說尤其如此。雖然大多數病人可以自行痊癒，但嚴重者可能需要接受重症監護。海水吸入症候群於1970年首次被定義。診斷基於臨床病史和症狀進展而作出。

## 病因和发病机制
海水吸入症候群指因吸入微量盐水所引发的呼吸系统病症，不同于吸入大量水份而引起的溺水或近淹溺。這種情況可能在潛水過程中隐匿發展，也可能因单次呛水而發生。潛水裝備（例如呼吸调节器）故障、呼吸技法失当或（指两名潜水员在空气供应不足时共用同一呼吸调节器轮流呼吸）均可能導致吸入或誤吸細小的鹽水水滴。由於鹽水水滴體積小，它們能夠在不明顯觸發上呼吸道的咳嗽反射的情況下到達下呼吸道，因此在潜水作业期间症状较为隐匿。
若吸入的海水具有比人體血液更高的滲透壓，便會形成水勢。水勢將水分從附近的肺部組織抽走，並轉移至肺泡和细支气管之中，造成肺水腫。海水也可能引致氧化应激、肺表面活性物质被稀釋、血氣屏障被破壞、細胞自體吞噬甚至凋亡。此外，吸入的盐水中若携带海洋微生物和懸浮粒子，可進一步加劇發炎過程，從而導致或加劇全身性症狀。

## 臨床表現
多数病例潜水期间存在明确的呛吸史。典型症状始于出水后即出现的刺激性干咳，部分病例可见痰量增多或痰中带血。經過大約兩個小時的潛伏期後，潛水者可能會出現呼吸困难、呼吸急促、心跳过速、發紺、胸部不適和疼痛等症狀。
海水吸入症候群的病徵和病毒感染相似。最常見的症狀、也通常是最先出現的全身症狀是發燒、不適和畏寒。大多數人會出現震颤和战栗的症狀，而血液中氧氣含量降低會導致战栗症狀更加嚴重。這些症狀往往會因暴露於寒冷环境或進行體力活動而惡化。約三分之二的患者頭痛，約三分之一的患者身體疼痛。胃腸道受損可導致食慾不振、噁心和嘔吐。少數患者患者會暈倒、暫時失去意識和輕微神志不清。在極少數情況下，肺部可能會出現嚴重發炎。
經過肺部聽診可以發現異常的呼吸音，例如類似打鼾的聲音或湿啰音；胸部造影則能發現肺实变和水肿征。肺活量檢查可發現肺容量減少，包括每秒用力呼氣量和肺活量平均減少0.7公升。实验室检查虽无特异性改变，但可能观察到血液中氧气水平不足、白细胞计数和乳酸脱氢酶含量輕微升高。

## 診斷與治療
海水吸入症候群的診斷基於臨床病史和症狀進展而作出。其初期症狀——咳嗽和呼吸困難——與近淹溺的情況相似，但後者不會引起類似病毒感染的症狀。此外，一開始很難將此症與急性病毒感染區分；但與病毒感染不同的是，海水吸入症候群多可在数小時內自行缓解。
该症与减压病存在症状重叠，檢視潜水数据记录以及是否有其他與減壓相關的症狀有助於區分兩者。若情況在接受氧氣療法後有顯著改善，將進一步支持海水吸入症候群的診斷。其他潛水相关病症如肺氣壓創傷、浸渍性肺水腫和失溫症都會產生類似症狀，或與此症候群同時發生；這些病症可透過病程演变规律和影像檢查結果加以區分。
氧疗、临床观察及制动休息等支持治疗均是治療海水吸入症候群的方法。大多數患者在最初的24小時內就會痊癒，无需特殊干预。嚴重病例或合并基础呼吸系統疾病的患者可能需要接受重症監護。

## 研究

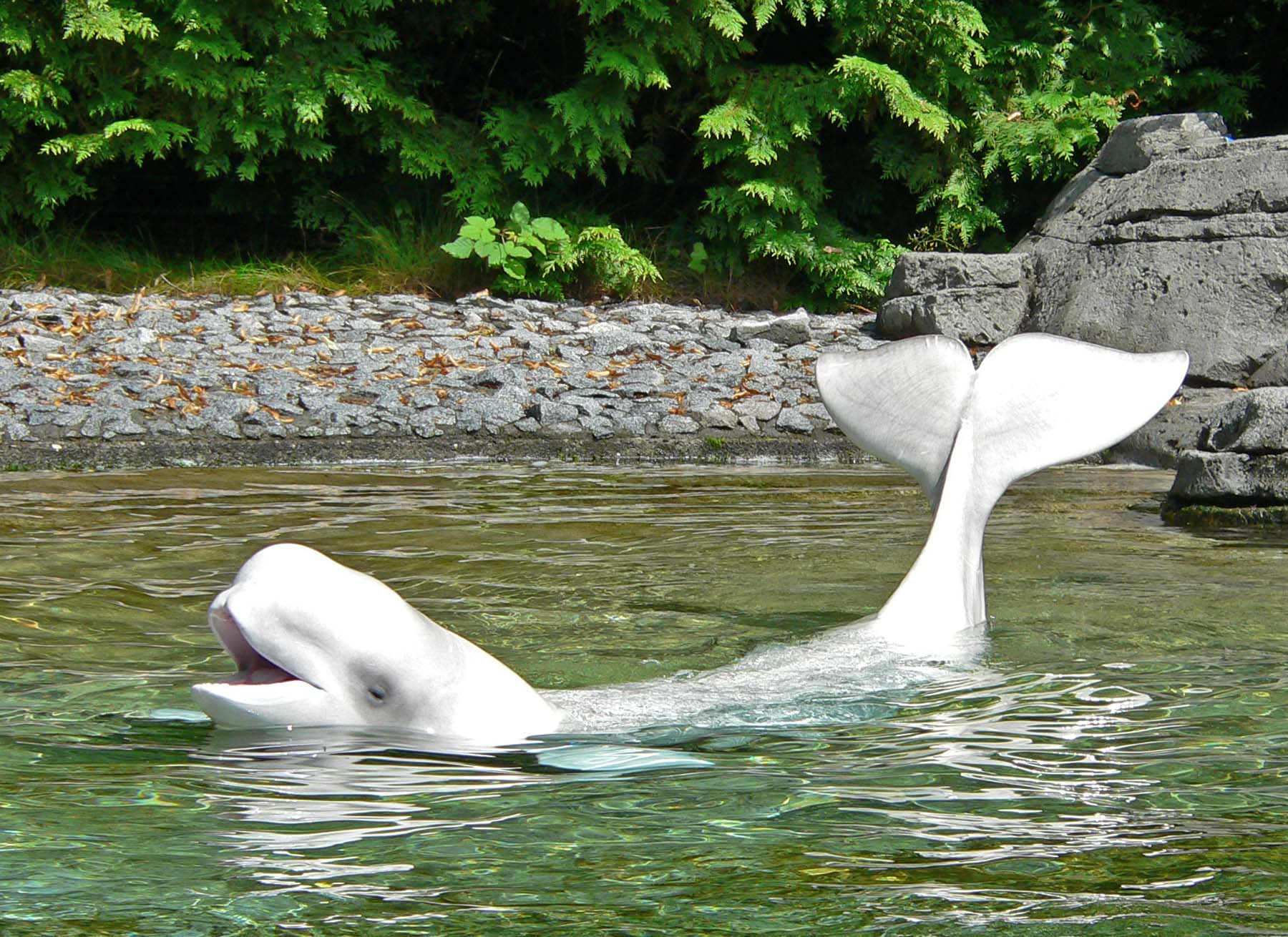
觀眾吸入白鯨潑灑的海水，導致肺部嚴重發炎，血液中氧含量低。

1970年，Carl Edmonds首次描述此症狀，並記錄了澳洲皇家海軍企鵝號上的30個病例。1989年的一項研究估計，1980年代在澳洲和紐西蘭水肺潛水時發生的死亡案例中，有37%涉及海水吸入症候群。該研究根據受害者的症狀報告和對其設備的分析推測，海水吸入綜合症作为中介因素诱发恐慌、耗竭，進而導致意识丧失和溺亡。2019年，一則病例报告指出，一名觀眾在觀看表演時，因白鯨噴濺海水造成嚴重海水吸入症候群，需重症监护救治。

## 腳註
1. ↑  可能是下呼吸道受到刺激而引發的咳嗽反射所致[4]，而该反射在潛水時由於不明原因受到抑制[1]。
2. ↑  與之相反，減壓病患者在接受高壓氧治療後會有顯著的改善，而氧氣療法只能幫助患者穩定病情[9]。